# チョレアドール

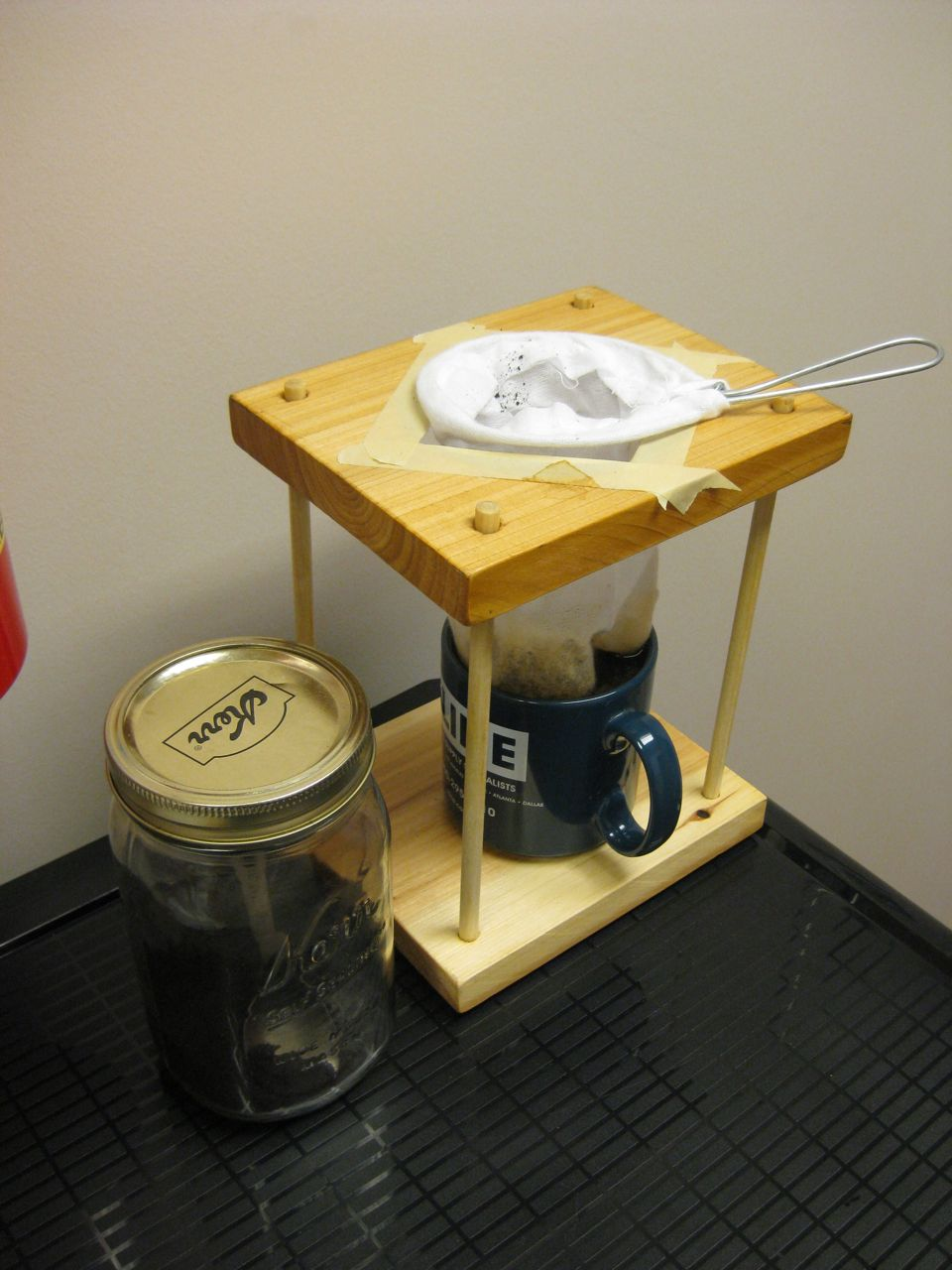
チョレアドールによるコーヒー抽出の様子。

チョレアドール（スペイン語: chorreador）はコスタリカで用いられるコーヒーの抽出器具。熱湯をコーヒー粉に染み込ませ、木製のスタンドの上の布のフィルターで濾過し、容器にドリップする。

## デザイン
チョレアドールは木製のスタンドとスタンドを覆う細長い綿布から出来ているポケットのような形をした「ボルシタ」（スペイン語で小さなバッグを意味するbolsaの指称辞）からなる。ボルシタの口は円形のワイヤーや取手についた木製の枠で開いている。スタンドの底にコーヒーカップやコーヒーポットを固定されており、ボルシタはスタンドの上から吊るされ、容器の上でぶら下がる構造になっている。
チョレアドールは各家庭でごく単純な工作と裁縫によって、DIYで作ることができるが、美しい装飾を施した針葉樹材や堅木で作られた職人によるものもある。

## 使用法
チョレアドールの語源はスペイン語で「滴る」や「滴り落とす」を意味するchorrearの派生であり、熱湯がコーヒー粉に染み込み、ドリップする様子に由来する。コーヒーカップやコーヒーポットはスタンドの底に置き、上等から準上等のコーヒー粉をスプーンで掬った乾燥したボルシタの上に置く。沸騰した水をゆつまくりとコーヒー粉に注ぐと、コーヒーができ、準備された容器にドリップされる。

## ボルシタの手入れ
ボルシタは使用するたびに洗い、乾燥させる。これは乾燥したボルシタで作るのが最適であるからである。1枚以上フィルターを持っていてコーヒーを淹れるのが好きなものには誰でもそうするべきである。コーヒーを淹れたとき、ボルシタはコーヒー粉を取り除いた後でゆすぐ。石鹸や洗剤を使うとコーヒーに嫌な後味が出るので使うべきではない。使用しているうちに、カフェオールなどのコーヒー粉から出る油でボルシタが染まるが、淹れたコーヒーの味に影響はない。これらの油染みは1ヶ月に1回程度、塩でこすり洗いすることで溶けて取り除くことができ、その後、徹底的にすすぎ洗いすれば塩を完全に取り除くことができる。適切にボルシタを手入れすれば何ヶ月も長持ちする。

## 脚註
1. 1 2 3  Brew a great cup of Costa Rican coffee Costa Rica In-Focus (zurqui.com), 2010-10-25.
2. ↑  bolsa, noun Bolsita is the diminutive form of bolsa. Span¡shD!ct. Retrieved: 2011-06-17.
3. ↑  RunnerDuck Resources: Chorreador de Café RunnerDuck Eggspress. 2003-05-16.
4. ↑  chorrear, verb Span¡shD!ct. Retrieved: 2011-06-11.
5. ↑  Brewing Coffee ~ Chorreador de Café Mi Chunche...en la Cocina. 2008-03-10.
6. 1 2  The Chorreador: Use & Care chorreador.com. Retrieved: 2011-06-17.